# Wally Hayward
Wally Hayward (eigentlich Wallace Henry Hayward; * 10. Juli 1908 in Johannesburg; † 28. April 2006 ebenda) war ein südafrikanischer Langstreckenläufer, der seine größten Erfolge im Marathon und Ultramarathon hatte.
1930 siegte er beim knapp 90 km langen Comrades Marathon. Bei den British Empire Games 1938 in Sydney gewann er Bronze über sechs Meilen und wurde Vierter über drei Meilen.
1930, 1932 und 1937 wurde er Südafrikanischer Meister über zehn Meilen, 1937 außerdem über vier Meilen.
Im Zweiten Weltkrieg wurde er wegen seiner Tapferkeit mit der British-Empire-Medaille ausgezeichnet.
1946 wurde er Südafrikanischer Marathonmeister in 2:39:02 h und gewann die Premiere des Jackie Gibson Marathons in 2:43:52 h. 1950 wurde er nationaler Vizemeister im Marathon und gewann den Comrades Marathon. Im Jahr darauf verteidigte er seinen Titel beim Comrades Marathon mit dem Streckenrekord von 6:14:08 h und wurde Zweiter beim Jackie Gibson Marathon.
1952 wurde er in 2:37:01 h erneut Südafrikanischer Marathonmeister und qualifizierte sich damit für die Olympischen Spiele in Helsinki, bei denen er mit seiner persönlichen Bestzeit von 2:31:51 h Zehnter wurde.
1953 blieb er beim Comrades Marathon mit 5:52:30 h als erster Läufer unter der Sechs-Stunden-Marke. Im Herbst gewann er das London to Brighton Race über 83,3 km, erzielte am 24. Oktober im 100-Meilen-Straßenlauf mit 12:20:28 h eine Weltbestzeit und stellte am 20. November in London mit 256,400 km eine Weltbestleistung im 24-Stunden-Lauf auf. 1954 wurde er Zweiter bei der Südafrikanischen Marathonmeisterschaft, stellte beim Comrades Marathon mit 6:12:55 h einen Streckenrekord für den Up Run auf und siegte beim Jackie Gibson Marathon.
Ein Reisekostenzuschuss, den er für seine Reise nach England angenommen hatte, führte dazu, dass ihm die South African Athletic and Cycling Association den Amateurstatus aberkannte, woraufhin ihm weitere Starts beim Comrades Marathon verwehrt wurden. Die Entscheidung wurde erst 1974 aufgehoben.
Nachdem er sich lange Zeit auf kürzere Strecken beschränkt hatte, startete er 1988 noch einmal beim Comrades Marathon. Mit 9:44:15 h schaffte er es in die vordere Hälfte des Teilnehmerfeldes. Im Jahr darauf fieberte die Nation mit ihm, als er mit 10:58:03 h nur knapp zwei Minuten unter der damaligen Zielschlusszeit blieb. Mit 80 Jahren ist er der bislang älteste Finisher des Rennens.
Seit 1977 findet ihm zu Ehren der Wally Hayward Marathon in Centurion statt. Seit 2007 erhalten beim Comrades Marathon Läufer außerhalb der Top Ten, die unter sechs Stunden geblieben sind, die Wally-Hayward-Medaille.

## Veröffentlichung
- mit Bill Jamieson: Just Call Me Wally: The Memoirs of Wally Hayward. Penprint, 1999, ISBN 0620242418